# The Sons of Champlin
The Sons of Champlin sind eine US-amerikanische Rockband, die Mitte der 1960er gegründet wurde und heute noch besteht.

## Geschichte

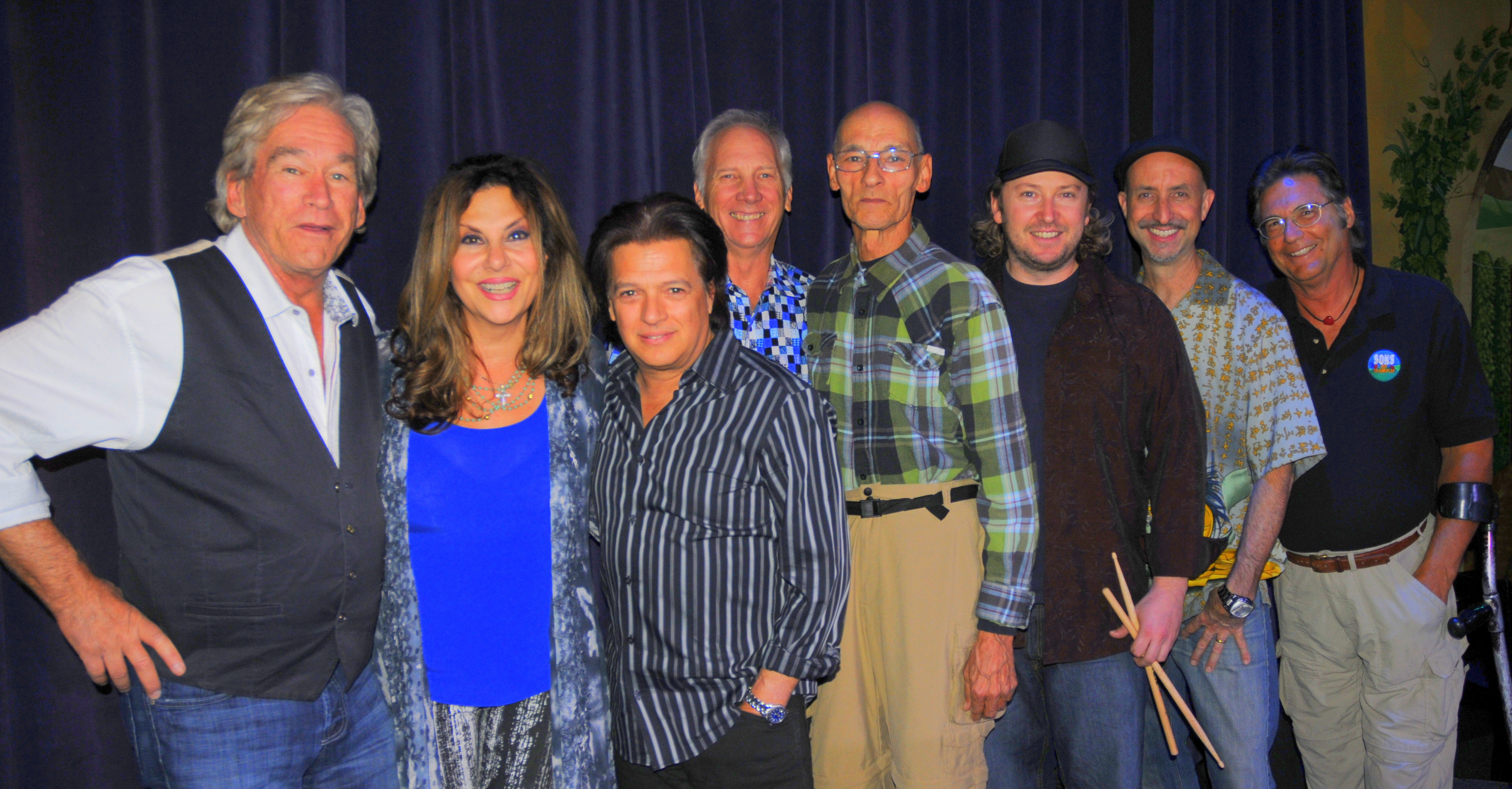
The Sons of Champlin

Die Sons of Champlin entstanden 1967 aus der Band „The Opposite Six“, die Bill Champlin an seiner High School in Mill Valley, Kalifornien, gegründet hatte. 1967 nahmen sie ein Album auf und brachten die Single Sing Me a Rainbow auf den Markt. Es kam nicht zur Veröffentlichung des Albums; das Material erschien erst 1999 unter dem Namen Fat City.
Als Live-Band waren die Sons of Champlin in den 1960ern populär. Sie spielten regelmäßig im Avalon Ballroom und im Fillmore West in San Francisco. Sie traten unter anderem mit Grateful Dead, Jefferson Airplane, Quicksilver Messenger Service, Country Joe and the Fish und The Youngbloods auf, und sie waren die Vorgruppe von The Band, als diese den Namen zum ersten Mal benutzten.
1968 bekamen die Sons of Champlin einen Plattenvertrag bei Capitol Records, wo drei Alben erschienen – die zweite unter dem verkürzten Bandnamen „The Sons“ –, bevor sich die Gruppe 1970 auflöste. Bill Champlin gründete mit Jerry Miller von Moby Grape die nur kurze Zeit bestehende Band „The Rhythm Dukes“.
1971 sah die Wiedervereinigung der Son of Champlin in neuer Besetzung, zunächst unter dem Namen „Yogi Phlegm“; ab 1972 traten sie jedoch wieder unter dem ursprünglichen Namen auf. 1972 entstand das Album Welcome to the Dance, das bei Columbia Records erschien und zu ihren besten zählt.
1975 nahmen sie das Album The Sons of Champlin in ihrem eigenen Studio auf; dieses und die nächsten beiden Alben erschienen bei Ariola. Mit A Circle Filled with Love hatten sie 1976 ihren mit Platz 117 größten Erfolg in den Charts. Als das Nachfolgealbum die Erwartungen nicht erfüllte, löste sich die Gruppe 1977 abermals auf; Champlin machte solo weiter und ging schließlich zu Chicago.
Am 25. November 1985, zehn Jahre nach der Auflösung, gab es einen Überraschungsauftritt der Sons of Champlin im Fillmore in San Francisco, zusammen mit Huey Lewis & the News, der KBC Band und den ebenfalls wiedervereinigten Country Joe and the Fish. Dieses Konzert blieb ein einmaliges Ereignis, bis Champlin die Sons 1997 wieder zusammen rief. Seitdem erschienen mehrere neue Alben.

## Diskografie

### Studioalben
- 1969: Loosen Up Naturally (Capitol Records)
- 1969: The Sons (Capitol Records)
- 1970: Minus Seeds & Stems (Eigenproduktion)
- 1971: Follow Your Heart (Capitol Records)
- 1973: Welcome to the Dance (Columbia Records)
- 1975: The Sons of Champlin (Ariola)
- 1976: A Circle Filled with Love (Ariola)
- 1977: Loving Is Why (Ariola)
- 2005: Hip Li'l Dreams (Dig Music)

### Live-Alben
- 1998: Live (Arista Records)
- 2004: Secret (Sons of Champlin)

### Kompilationen
- 1993: The Best of the Sons of Champlin (Capitol Records)
- 1999: Fat City (Big Beat)